# Clyde Bernhardt
Clyde Bernhardt (* 11. Juli 1905 in Gold Hill, North Carolina; † 20. Mai 1986 in Newark) war ein US-amerikanischer Jazz-Posaunist und Bandleader.

## Leben und Wirken
Bernhardt wuchs in Harrisburg (Pennsylvania) auf und begann mit 17 Jahren Posaune zu spielen. In den 1920er Jahren startete er seine Karriere in Ensembles wie Bill Eady’s Ellwood Syncopators, Tillie Vennie, Odie Cromwell’s Wolverine Syncopators, Charlie Grear’s Original Midnite Ramblers, dem Richard Cheatham Orchestra, den Whitman Sisters, dem Honey Brown Orchestra und Ray Parker. 1931 arbeitete er bei King Oliver; in der Mitte der Dekade spielte er auch mit Alex Hill, The Alabamians, Billy Fowler, Ira Coffey’s Walkathonians und Vernon Andrade.
1937 wurde er Mitglied in Edgar Hayes’ Orchester, in dem er bis 1942 blieb; danach arbeitete er in den Bands von Jay McShann, Cecil Scott, Luis Russell, Leonard Feather, Pete Johnson, Wynonie Harris, Claude Hopkins sowie mit Paul und Dud Bascomb. In dieser Zeit leitete er auch eigene Formationen, genannt The Blue Blazers, bevor er von 1948 bis 1951 erneut bei Luis Russell spielte. Unter eigenem Namen nahm er zwischen 1946 und 1953 einige 78er auf; darauf sang er auch unter dem Pseudonym Ed Barron.
Von 1952 bis 1970 spielte er nebenberuflich in Joe Garlands Society Orchestra, arbeitete ansonsten außerhalb des Musikgeschäfts. Zwischen 1972 und 1979 leitete er die Harlem Blues and Jazz Band; in der Formation spielten auch Doc Cheatham, Charlie Holmes, Happy Caldwell, Tommy Benford, Francis Williams  und Miss Rhapsody. 1979 zwangen ihn gesundheitliche Gründe, die Leitung der Harlem Blues and Jazz Band abzugeben; aber er spielte noch bis zu seinem Tod im Jahr 1986 in Barry Martyns Formation Legends of Jazz. Kurz zuvor veröffentlichte er seine Autobiographie, die er zusammen mit Sheldon Harris verfasst hatte (I Remember).